# 佐佐木島
海豐島是台灣本島西部沿海的沙洲，位在雲林海口港的外繩角北北西方約3.5浬。日治時代中期，沙洲浮現，命名為佐佐木島，1947年3月26日改名為海豐島。1960年代，水沒消失。經常和「外傘頂洲」兩者混淆。1988年左右海豐島再次由當地居民所發現，並以種草定砂的方式來維持海豐島的土地面積。